# Embaixada do Brasil em Singapura
A Embaixada do Brasil em Singapura é a missão diplomática brasileira de Singapura. A missão diplomática se encontra no endereço, 101 Thomson Road, #29-03 United Square Building, Singapura.